# 기부네구치역
기부네구치역(일본어: 貴船口駅, きぶねぐちえき)은 일본 교토부 교토시 사쿄구에 위치한 에이잔 전철 구라마 선의 역이다. 역 번호는 E16이다.

## 역사
- 1929년 10월 20일: 구라마 전기철도의 역으로 영업 개시.
- 1942년 8월 1일: 회사 합병으로 게이후쿠 전기철도 구라마 선의 역이 됨.
- 1986년 4월 1일: 게이후쿠 전기철도가 구라마 선을 에이잔 전철에 양도하여 에이잔 전철 구라마 선의 역이 됨.

## 역 구조
단선 승강장 1면 1선의 무인역이다.
춘추 등의 관광 시즌과 관광객이 많은 주말 등 혼잡 시에 역무원이 주재하기 위한 사무실이 있다. 이전에는 무인역이면서 스루카 KANSAI 공통 카드 대응 자동 개찰기(게이트 없는 타입)가 설치되었지만 2016년 1월 31일부로 스루카 KANSAI 공통 카드에의 대응 운용을 정지한 직후 철거되었다.
플랫폼의 일부는 구라마 강, 기부네 강의 합류점 부근 및 교토 부도 361호 가미쿠로다부네 선의 철로상에 존재한다. 역 자체의 입지 상으로, 휠체어 등의 이용은 곤란하다.

## 역 주변
주위에는 구라마 초등학교와 소방 출장소 이외에는 별다른 시설이 없다.
- 교토 부도 361호 가미쿠로다부네 선
- 교토 부도 38호 교토 히로가와라야마 선
  - 니노세 바이 패스
- 교토 시립 구라마 초등학교
- 구라마 소방 출장소
- 기부네 신사
- 구라마데라 서문(기부네구치)

## 인접역
| 에이잔 전철 ■ 구라마 선      | 에이잔 전철 ■ 구라마 선 | 에이잔 전철 ■ 구라마 선 |
| ---------------------------- | ----------------------- | ----------------------- |
| E15 니노세 다카라가이케 방면 |                         | 구라마 E17 구라마 방면  |